# Dillon (South Carolina)
Dillon ist eine Stadt (city) im US-Bundesstaat South Carolina. Sie ist der Verwaltungssitz (County Seat) des Dillon County. Das U.S. Census Bureau hat bei der Volkszählung 2020 eine Einwohnerzahl von 6.384 ermittelt. Dillon wurde am 22. Dezember 1888 gegründet. Der Name der Stadt und des Counties stammt von James W. Dillon, einem frühen Siedler und einer Schlüsselfigur, die die Eisenbahn in das Gebiet brachten.

## Demografie
Nach einer Schätzung von 2019 leben in Dillon 6311 Menschen. Die Bevölkerung teilte sich im selben Jahr auf in 45,6 % Weiße, 53,1 % Afroamerikaner, 1,1 % amerikanische Ureinwohner und 0,2 % mit zwei oder mehr Ethnizitäten. Hispanics oder Latinos aller Ethnien machten 1,3 % der Bevölkerung aus. Das mittlere Haushaltseinkommen lag bei 40.360 US-Dollar und die Armutsquote bei 29,3 %.

## Verkehr
Amtrak, die nationale Eisenbahngesellschaft für Passagiere, bietet tägliche Verbindungen von Dillon mit dem Zug Palmetto, der zwischen Savannah, Georgia, und New York City auf der South End Subdivision verkehrt. Die Züge halten am Bahnhof von Dillon, der ursprünglich 1904 von der Atlantic Coast Line Railroad für den Personenverkehr eröffnet wurde. Eine zweite Strecke, bekannt als Andrews Subdivision, die früher der Seaboard Air Line Railroad gehörte, verläuft durch Dillon, dient aber nur dem Güterverkehr.